# Polska Partia Niepodległościowa
De Poolse Onafhankelijkheidspartij (PPN) (Pools: Polska Partia Niepodległościowa) was een rechtse ondergrondse verzetsbeweging en politieke partij, die in de jaren 1985-1992 in Polen heeft bestaan.
De PPN ontstond formeel op 22 januari 1985 als afsplitsing van de Confederatie voor een Onafhankelijk Polen (KPN). Aanleiding was een conflict met Leszek Moczulski, de leider van die partij, over de te volgen koers: Moczulski hield vast aan het concept van een meer pluralistische partij die teruggreep op de ideologische erfenis van Józef Piłsudski, de oprichters van de PPN stonden een meer nationalistische lijn voor. De PPN legde zich vooral toe op het uitgeven van ondergrondse publicaties en werkte nauw samen met gelijkgestemde organisaties, met name Strijdende Solidariteit. Na enkele jaren van ondergrondse activiteit liet de partij zich in februari 1990 officieel registreren. Hoewel de PPN niet deelnam aan de parlementsverkiezingen van 1991, was ze toch vertegenwoordigd in de regering van Jan Olszewski, waarin PPN-voorzitter Romuald Szeremietiew eerst viceminister en daarna waarnemend minister van Defensie was. Toen deze regering in juni 1992 door het parlement naar huis was gestuurd, ging de PPN op in de kort daarop door Olszewski opgerichte Beweging voor de Republiek (RdR). 
De PPN van Szeremietiew moet niet worden verward met de in 2004 opgerichte Poolse Nationale Partij, die dezelfde afkorting gebruikt.